# Scaptomyza tistai
Scaptomyza tistai är en tvåvingeart som beskrevs av Kumar och Gupta 1991. Scaptomyza tistai ingår i släktet Scaptomyza och familjen daggflugor. Inga underarter finns listade i Catalogue of Life.